# Coventry Patmore
Coventry Kersey Dighton Patmore (Woodford, 23 luglio 1823 – Lymington, 26 novembre 1896) è stato un poeta inglese.

## Biografia
Fu istruito privatamente. In seguito alle avverse fortune del padre, il giornalista Peter George Patmore, trovò lavoro nel dipartimento dei libri del British Museum. Nel 1844 pubblicò la sua prima collezione di poesie, dal titolo Poems, che tuttavia non raccolse giudizi positivi da parte della critica. Seguace della corrente dei preraffaelliti, furono più i lettori a decretarne il successo, nel caso precedente così come per la raccolta L'Angelo in casa (in lingua originale The Angel in the House), che, dedicata alla sua prima moglie, Emily Andrews, da cui ebbe sei figli, esemplificava «la quintessenza del credo vittoriano nella strategica separazione netta della sfera femminile da quella maschile, dello spazio domestico da quello pubblico, dell'auto-abnegazione dall'auto-affermazione».
L'esperienza sentimentale con la prima moglie trovò spazio anche in versi di molto successivi, quali quelli compresi nella raccolta The Unknown Eros and the others Odes (L'eros sconosciuto e altre odi), uscita nel 1877, che presentava uno stile complesso e tematiche che si concentravano su aspetti mistici.
Dopo la scomparsa di Emily, conobbe in Italia Marianne, che avrebbe sposato, convertendosi nel 1862 alla religione cattolica. Anche la seconda moglie non gli sopravvisse (deceduta nel 1880); Patmore si risposò una terza volta, con la governante dei figli. 
Nel 1895 portò a termine The Road, The Root, and the Flower, una «matura» raccolta di massime e aforismi.